# Campanario
Campanario è un comune spagnolo di 5 694 abitanti situato nella comunità autonoma dell'Estremadura.